# Colfax (Californie)
Pour les articles homonymes, voir Colfax.

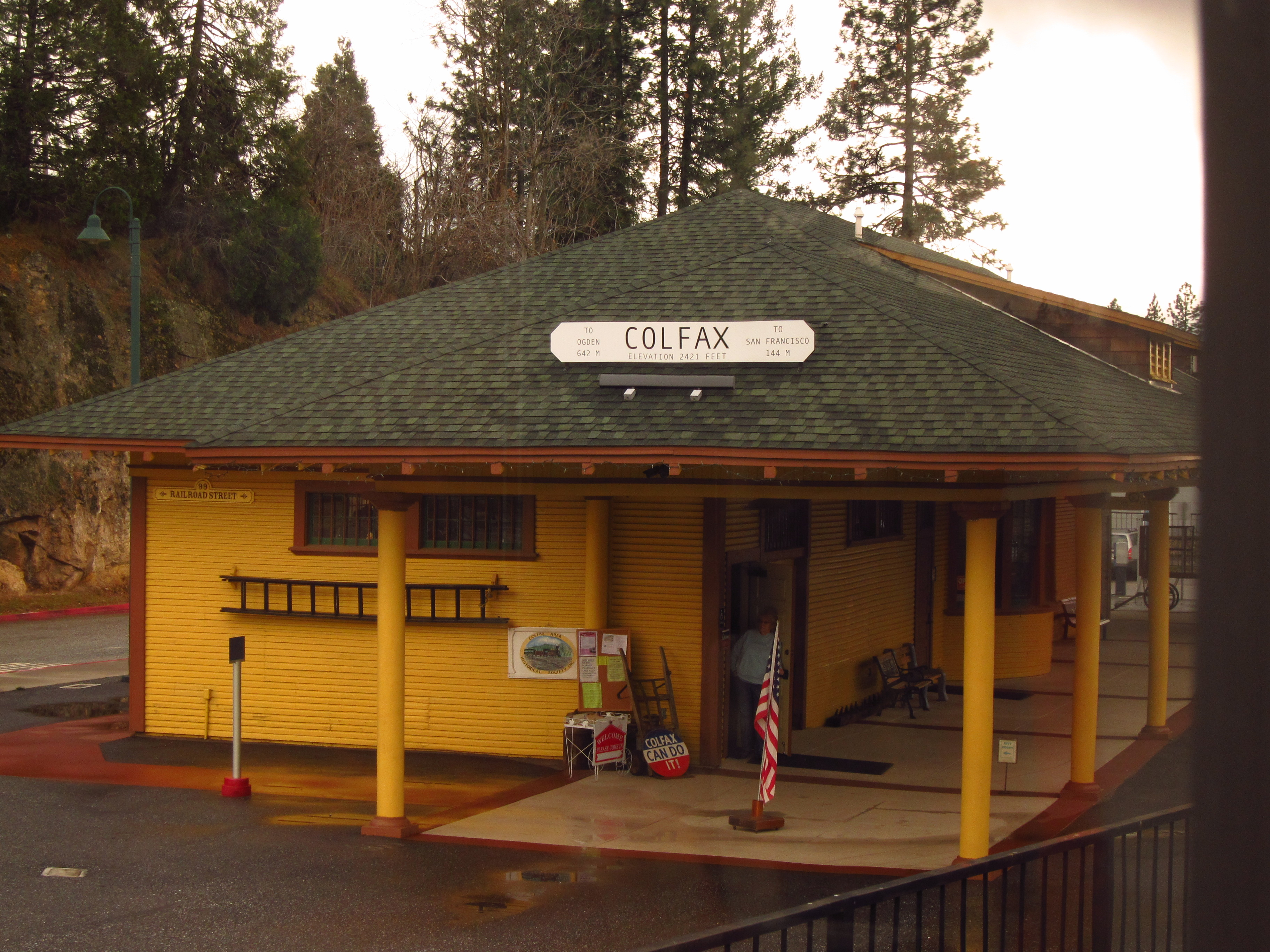
Gare Amtrak de Colfax

Colfax est une municipalité américaine du comté de Placer, en Californie. Sa population était de 1 963 habitants au recensement de 2010. Elle est située à 2 421 pieds, soit environ 740 mètres d'altitude. Elle est traversée par une ligne de chemin de fer exploitée notamment par Amtrak (transport de passagers).

## Démographie
| 1880 | 1890 | 1910 | 1920 | 1930 | 1940 |
| ---- | ---- | ---- | ---- | ---- | ---- |
| 591  | 670  | 621  | 573  | 912  | 794  |

| 1950 | 1960 | 1970 | 1980 | 1990  | 2000  |
| ---- | ---- | ---- | ---- | ----- | ----- |
| 820  | 915  | 798  | 981  | 1 306 | 1 496 |

| 2010  | - | - | - | - | - |
| ----- | - | - | - | - | - |
| 1 963 | - | - | - | - | - |